# Luna 17
Luna 17 (Ye-8 series) là một nhiệm vụ không người lái của chương trình Luna, còn được gọi là Lunik 17.

## Phóng lên=
Luna 17 được phóng từ quỹ đạo của Trái Đất lên Mặt Trăng và tiến vào quỹ đạo mặt trăng vào ngày 15 tháng 11 năm 1970. Tàu vũ trụ hạ cánh nhẹ nhàng trên Mặt Trăng trong Biển Mưa. Tàu vũ trụ có hai đường rãnh dốc, theo đó xe tự hành Lunokhod 1, được hạ cánh xuống mặt trăng. Lunokhod 1 là một chiếc xe tự hành trên Mặt Trăng được hình thành một khoang giống như bồn tắm với một khoang lồi lớn đặt trên tám bánh xe được cung cấp năng lượng độc lập. Lunokhod 1 được trang bị một ăng-ten hình nón, một ăng ten xoắn ốc có hướng rất cao, bốn phổ kế teleray]], một kính viễn vọng tia X, máy dò tia vũ trụ, và một thiết bị laser cũng được cài đặt. Chiếc xe được trang bị một tấm pin mặt trời gắn trên mặt dưới của nắp. Lunokhod 1 được dự định hoạt động trong 3 ngày Mặt Trăng nhưng thực sự hoạt động trong 11 ngày Mặt Trăng (11 tháng). Các hoạt động của xe Lunokhod chính thức chấm dứt vào ngày 4 tháng 10 năm 1971, kỷ niệm của Sputnik 1, sau khi đã đi qua 10,5 km (6,5 dặm) trong khi vừa chụp ảnh vừa thực hiện nhiều thí nghiệm.
Luna 17 tiếp tục kết quả thành công trong cuộc thám hiểm mặt trăng của Liên Xô bắt đầu bởi Luna 16 và Zond 8. Luna 17 mang Lunokhod 1, chiếc đầu tiên trong một loạt các xe di chuyển robot có camera đã bắt đầu vào đầu thập niên 1960, ban đầu như một phần của hoạt động hạ cánh xuống Mặt Trăng. Đây là nỗ lực thứ hai để hạ cánh một chiếc xe như vậy trên Mặt Trăng sau khi thất bại vào tháng 2 năm 1969. Giai đoạn hạ cánh được trang bị hai dốc hạ cánh cho "giai đoạn" này, đó là, xe tự hành trên Mặt Trăng.